# Óhidy Lehel
Óhidy Lehel (Budapest, 1925. július 11. – Budapest, 1977. január 1.) magyar színész, bábszínész.

## Életpályája
Kereskedelmi iskolai tanulmányai után a Magyar Színészkamaránál tett színészképesítő vizsgát 1943-ban. A Madách Színházban kezdte pályáját. 1947–1949 között a Mesebarlang Bábszínházban játszott. 1949-ben a Győri Bábszínház tagja lett. 1950–1977 között az Állami Bábszínházban dolgozott.
Állandó szereplője a bábműsoroknak. Bábtörténeti kutatásokat végzett. Tanulmányaiban a bábműfaj történetével és elméleti kérdéseivel foglalkozott. Nagy bábgyűjtemény maradt fenn utána. Kósa Klára és Kovács Barna zeneszerzőpáros több művében szerepelt.
Sírja a Farkasréti temetőben látogatható (20/2-1-378).

## Színházi szerepei
A Színházi Adattárban regisztrált bemutatóinak száma: színészként: 70; rendezőként: 8.
| - Mihály András: Aranyhalacska....Máté - Kósa-Kovács: A szép kisdobos....I. dobos - Három mese....Hermes - Andersen: Borsóhercegnő....Király - Kósa-Kovács: János király....Karácsony apó - A lunátikus....Duránczy Pető - Elindult Mária....Gáspár - Egyszer egy királyfi.... - A teknősbéka és a mosómedve.... - A török és a tehenek.... - A hangya és a katicabogár.... - Justus György: A kis malac.... - Kósa-Kovács: A kisasszony Pozsonyban.... - Egy zsák búza....Tatár József - Mese a kis bakkecskéről.... - Tornyocska.... - Ludas Matyi....Döbrögi úr - Kósa Klára: Macskalak.... - Répa.... - Egérút.... - Ribáry Antal: A csuka parancsára....Tábornok - Ránki György: Csodafazék....Ceren - Terülj táska....Bodri kutya - Szarvaskirály....Udvarmester - Tamási Áron: Búbos vitéz....Hemot - Maros Rudolf: Misi Mókus kalandjai/Misi Mókus vándorúton....Sakál - Bágya András: New-York 42. utca....Bivaly - Poljakov: 2:0 a javunkra....Múzeumőr - András Béla: Kinizsi Pál....Hoppmester - Tamássy Zdenko: Csalavári Csalavér....Őzbak - Sulyok Imre: Tündér Ibrinkó....Józsi - Maros Rudolf: Misi Mókus újabb kalandjai....Finci | - Andersen: Babvirág....Töhötöm - Andersen: A bűvös tűzszerszám....Lovag - Tamássy Zdenko: Százszorszép....Nyaviga - Hajdu András: Mackó Mukik kirándulnak....Róka - Bágya András: Hófehérke és a hét törpe....Vadász - Óhidy Lehel: Ubul bűvészkedik.... - Takács Irma: Kerek kő.... - Aranyszőrű bárány.... - Maros Rudolf: Jancsi és Juliska....Favágó - András Béla: Ezüstfurulya.... - Petőfi Sándor: János vitéz.... - Andersen: Csengetyűs fazék (Koldus herceg).... - Darás István: A szőke ciklon....Adams - Gyulai Gaál János: Fajankó kalandjai....Róka - Tóth Eszter: A három kis malac.... - Török-Tóth: Csilicsala csodája.... - Fehér Klára: Kaland a Vénuszon....Óriás madár; Elek - Bartók Béla: A fából faragott királyfi....A fából faragott - Pápa Relli: Dani Bogárországban....Zimi - Gyulai Gaál János: A gyáva kistigris....Zsiráf-rendőr; Légtornászmajom II - Ribáry Antal: Fordított esztendő....A ló - Olesa: A három kövér....Injuris - Eötvös Péter: Foltos és Fülenagy.... - Szőllősy András: Fehérlófia.... - Dubrovay László: Gidaház az erdőszélen....Mackó bácsi - Kocsár Miklós: Tűvé-tevők....Vőfély - A varázshegedű....Csendel - Gulyás László: A manók ajándéka....Slampi |

## Színházi rendezései
- Hajdu András: Mackó Mukik kirándulnak (1956)
- Óhidy: Ubul bűvészkedik (1957)
- Takács Irma: Aranyszőrű bárány (1957)
- Maros Rudolf: Jancsi és Juliska (1957, 1959, 1968)

## Filmek, tv
- Jelenidő (1972)
- Casanova kontra Kékszakáll (sorozat)

- A vízöntő című rész (1972)
- Budapesti mesék (1977)

## Művei
- Az Állami Bábszínház tízéves műsora 1949-1959 (Budapest, 1959)[8]
- A bábmozgatás iskolája (I–II. Budapest, 1960)